# Daniela Touati
Pour les articles homonymes, voir Touati.
Daniela Touati est une femme rabbin de rite ashkénaze, née en 1966 en Roumanie. 
Rabbin de la synagogue libérale Keren Or de Lyon, elle a été ordonnée en juillet 2019 en Angleterre.

## Biographie
Née en 1966 en Roumanie, Daniela Losner émigre avec ses parents, rescapés de la Shoah et juifs laïcs, en Israël alors qu’elle a sept ans après un marchandage avec le régime de Ceausescu : « ma famille a été vendue à l’État d’Israël pour 10 000 dollars ». À l’âge de onze ans, en 1977, elle arrive en France à Créteil, avec sa famille qui est francophone. Elle fait des études dans une école de commerce et devient contrôleur de gestion, puis responsable-marketing. Elle ouvre ensuite son cabinet et devient consultante en recrutement.
Elle fréquente la synagogue de la rue Copernic où elle rencontre, à 25 ans, son futur mari, Hervé Touati, « un jeune dentiste pas du tout pratiquant ». Après son mariage, le couple s’installe à Lyon où ils vont prier dans la synagogue libérale Keren Or, et Daniela Touati préside l’Union juive libérale de Lyon (UJLL). En l’absence d’un rabbin permanent, dont elle assure un certain nombre de fonctions, elle décide, en 2014, après une carrière dans le marketing et le recrutement,, de se former pendant cinq ans au collège rabbinique libéral Leo Baeck College à Londres. 
Daniela Touati reçoit l’ordination rabbinique le 7 juillet 2019 à la West London Synagogue, par la rabbin Pauline Bebe, et devient la quatrième femme rabbin exerçant en France après Pauline Bebe, Floriane Chinsky et Delphine Horvilleur. Elle est la mère de deux enfants, Romane et Ivan.
Depuis 2019, Daniela Touati est rabbin de la synagogue libérale Keren Or de Lyon,.